# Przyszłość (partia polityczna)
Przyszłość (cz. Budoucnost) – lewicowy ruch polityczny i partia polityczna w Czechach, założony w maju 2020. Na jego czele stoją współprzewodniczący: Jakub Kovařík i Klára Školníková.

## Historia
Ruch został formalnie zarejestrowany w maju 2020. W skład komitetu założycielskiego weszli m.in. byli członkowie organizacji Idealisté.cz oraz Zelená re:vize – inicjatywy powiązanej z Partią Zielonych.
W wyborach do Senatu w 2020 Budoucnost utworzyła koalicję z Czeska Partią Socjaldemokratyczną (ČSSD) oraz Zielonymi, wspierając kandydatury Jiříego Dienstbiera i Michala Šmardy.
W wyborach samorządowych w 2022 roku ruch wystartował do Zgromadzenia Miasta Pragi w ramach koalicji Solidarita, wspólnie z ČSSD, Zielonymi i ruchem Idealisté. Koalicja nie zdobyła żadnych mandatów. Niezależnie od tego Budoucnost wystawiła kandydatów w 16 innych gminach, uzyskując mandaty w czterech miejscowościach: Jilemnice, Slaný, Neratovice i Domasłowice Górne.
W wyborach prezydenckich w 2023 ruch poparł kandydaturę Josefa Středuli, jednak ten wycofał się z rywalizacji 8 stycznia 2023.
12 stycznia 2024 ruch został jednym z członków-założycieli Sojuszu Zielonej Lewicy Europy Środkowo-Wschodniej (ang. Central-Eastern European Green Left Alliance, CEEGLA), wspólnie z organizacjami: Razem (Polska), Partia Demokracji i Solidarności (Rumunia), Razem. Sojusz Lewicy (Litwa), Ruch Społeczny (Ukraina) oraz Ruch Iskry (Węgry).
W wyborach do Parlamentu Europejskiego w 2024 czterech członków ruchu Budoucnost kandydowało z listy Socjaldemokracji (SOCDEM).

## Program
Program ruchu opiera się na postulatach progresywnej polityki społeczno-gospodarczej. Budoucnost opowiada się za:
- likwidacją egzekucji komorniczych prowadzonych przez podmioty prywatne,
- ułatwieniem procedur oddłużeniowych,
- zwiększeniem dostępności mieszkań w dużych miastach poprzez budowę zasobów komunalnych i spółdzielczych,
- wprowadzeniem limitów czynszowych,
- przeciwdziałaniem bezdomności,
- ograniczeniem działalności platform takich jak Airbnb[16][17].

Ruch postuluje także:
- ograniczenie wpływów oligarchicznych poprzez opodatkowanie najbogatszych,
- zaostrzenie przepisów dotyczących własności mediów i finansowania partii politycznych,
- zakończenie procesu prywatyzacji oraz tworzenie nowych przedsiębiorstw państwowych – m.in. banku publicznego i operatora telekomunikacyjnego,
- przejście do gospodarki neutralnej klimatycznie, finansowanej przez podmioty, które skorzystały na kryzysie klimatycznym[16][17].